# Onderscheidingen in de Oekraïense Volksrepubliek

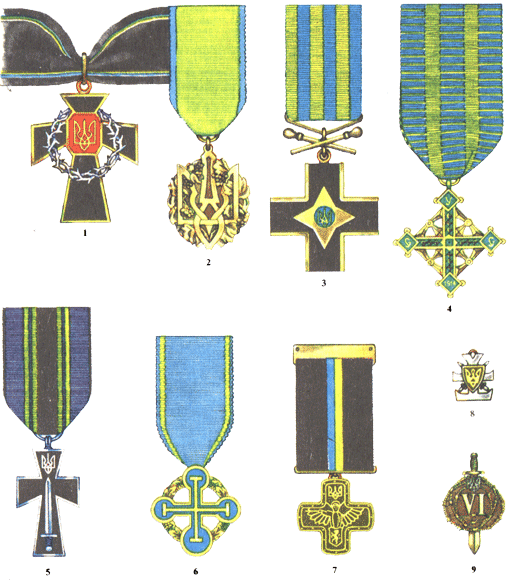
De (ontwerpen van) UNR-onderscheidingen: 1. Orde van de Bevrijding, 2. Orde van de Drietand met Krans, 3. Orde van het IJzeren Kruis, 4. Hoetsoelkruis, 5. Symon-Petljoera-Kruis, 6. Galicisch Kruis, 7. Kruis van de 3e IJzeren Schuttersdivisie, 8. Mazepa-Kruis, 9. Onderscheiding van de 6e Schuttersdivisie

Al in 1918, kort na de oprichting van de staat, ontstonden de eerste plannen voor het instellen van onderscheidingen in de Oekraïense Volksrepubliek (UNR).
In 1919 nam het directoraat van de UNR, op voordracht van de Raad van Volksministers, een wet aan die de eerste onderscheidingen – "van de Republiek" (Oekraïens: Республіки, Respoebliky) en "Oekraïne’s Roem" (Oekraïens: Слави України, Slavy Oekraïny) – moest instellen. Zo ver is het door de financiële situatie van de nog jonge republiek echter niet gekomen. Later in in 1919 werd de Orde van de Drietand met Krans (Oekraïens: Орден Тризуб з вінцем, Orden Tryzub z vintsem) goedgekeurd in vier graden: de orde met de lauwerkrans, de orde met de eikenkrans, de orde met de dennenkrans en de orde met de gelderse-rooskrans. Hiervan werd het medaillon geproduceerd, maar hij werd nooit uitgegeven.
Op 19 oktober 1920 ondertekende otaman Symon Petljoera in Kamjanets-Podilsky de ordestatuten voor twee ridderorden: de Orde van de Bevrijding (Oekraïens: Орден Визволення, Orden Vyzvolennja) en de Orde van het IJzeren Kruis (Oekraïens: Орден «Залізний хрест», Orden Zaliznyj chrest). Beide orden kenden twee graden. Dezelfde financiële problemen die er eerder al toe leidden dat ridderorden die door de UNR waren ingesteld niet konden worden geproduceerd of uitgegeven, leidden ertoe dat de Orde van de Bevrijding niet werd geproduceerd en dat de productie van het IJzeren Kruis vertraging opliep. De laatste werd in 1921 alsnog in productie genomen en werd daarmee de enige orde van de volksrepubliek die daadwerkelijk is uitgegeven.
Eerder al, in 1918, had de leiding van de Oekraïense Sitsjschutters, een uit Oekraïners bestaand regiment van het Oostenrijks-Hongaarse leger, in Wenen een eigen onderscheiding in het leven geroepen: het Kruis van het Legioen van de Oekraïense Sitsjschutters (Oekraïens: Хрест легіону Українських січових стрільців, Chrest lehionoe Oekraïnskych sitsjovych striltsiv), ook wel het Hoetsoelkruis genoemd.
Nadat Oekraïense Volksrepubliek in 1922 ophield te bestaan, werden er nog onderscheidingen ingesteld door de Oekraïners in ballingschap, zowel door de regering, als door het leger. Zo werd op 25 mei 1932 in Parijs het Symon-Petljoera-Kruis (Oekraïens: Хрест Симона Петлюри, Chrest Symona Petljoery) ingesteld door het hoofd van de regering van de Oekraïense Volksrepubliek in ballingschap, Andrij Livytskyj. De onderscheiding was genoemd naar zijn voorganger, Symon Petljoera, die precies 6 jaar eerder was vermoord in Parijs. Het ontwerp van het kleinood was gebaseerd op de door Petljoera in 1920 goedgekeurde, maar nooit uitgegeven, Orde van de Bevrijding.
Ook de leiders van de diverse legers van de republiek, die tot 1992 in ballingschap bleef, bleven herinneringsmedailles uitgeven voor hun veteranen: bijvoorbeeld het Galicisch Kruis (Oekraïens: Галицький Хрест, Halytskyj Chrest) uit 1928, en het Strijderskruis van de Oekraïense Sitsjschutters (Oekraïens: Бойовий Хрест Українських січових стрільців, Bojovyj Chrest Oekraïnskych sitsjovych striltsiv), ook Mazepa-Kruis genoemd, dat in 1940 in Krakau werd ingesteld.

## Trivia
Na de onafhankelijkheid van Oekraïne werd in 2008 een nieuw Ivan Mazepa-Kruis ingesteld, nu niet als militaire onderscheiding, maar als civiele.
Op 21 november 2022 zijn nieuwe departementale en militaire onderscheidingen van het ministerie van Defensie van Oekraïne ingesteld. Een aantal van deze onderscheidingen is geïnspireerd op historische Oekraïense onderscheidingen. Zo is de medaille IJzeren Kruis (Oekraïens: Медаль «Залізний хрест», Medalj "Zaliznyj chrest") gevormd naar de voormalige Orde van het IJzeren Kruis, is de medaille Dapperheidskruis (Oekraïens: Медаль «Хрест доблесті», Medalj "Chrest doblesti") geïnspireerd op het Symon-Petljoera-Kruis en de medaille Gouden Drietand (Oekraïens: Медаль «Золотий Тризуб», Medalj "Zolotyj tryzoeb") op de Orde van de Drietand met Krans. De medailles zijn in 2022 ontwikkeld door de afdeling Ontwikkeling en Implementatie van Militaire Symbolen van de directie Logistieke Ontwikkeling van het centraal directoraat voor Ontwikkeling en Ondersteuning van Logistiek van de Oekraïense strijdkrachten.

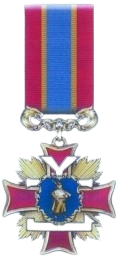
Ivan Mazepa-Kruis
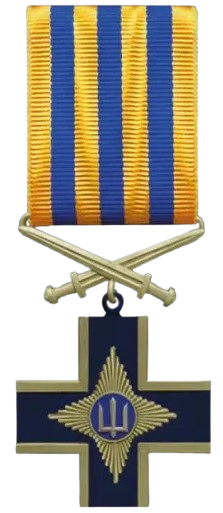
IJzeren Kruis
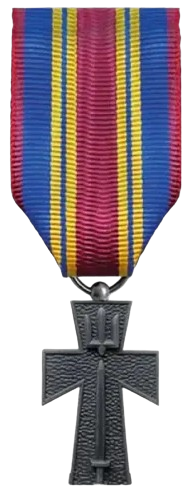
Dapperheidskruis
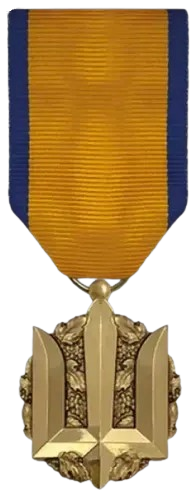
Gouden Drietand

Orden van Oekraïne

Held van Oekraïne (Gouden Ster · van de Natie)

Vrijheid ·
Vorst Jaroslav de Wijze ·
Verdienste ·
Bohdan Chmelnytsky ·
Helden van de Hemelse Honderd ·
Dapperheid ·
Vorstin Olha ·
Daniel van Galicië ·
Dapper Werk in de Mijnen

Oekraïense presidentiële en militaire onderscheidingen

Kruis voor Militaire Verdienste ·
Ivan Mazepa-Kruis ·
Geëerd Beoefenaar van de Kunsten ·
25 jaar onafhankelijkheid ·
Gouden Hart

Ereteken ·
Medaille voor steun aan de Oekraïense strijdkrachten

Zie ook orden, onderscheidingen en medailles van:

Oekraïne (draagvolgorde) · 
Oekraïense Volksrepubliek (Orde van het IJzeren Kruis) · 
 OekSSR (Rode Vlag van de Arbeid)